# 古賀誠
古賀 誠（こが まこと、1940年〈昭和15年〉8月5日 - ）は、日本の政治家。
衆議院議員（10期）、運輸大臣（第72代）、新東京国際空港担当大臣、総合交通対策担当大臣、自民党国会対策委員長、自民党幹事長、自民党選挙対策委員長、宏池会会長、日本遺族会会長を歴任した。

## 来歴

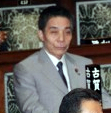
2007年9月25日、国会にて

福岡県山門郡瀬高町（現みやま市）出身。2歳の時に第二次世界大戦に従軍中だった父がフィリピン・レイテ島で戦死。女手一つで苦労する母親の姿を見て、政治家を志す。自民党の鬼丸勝之参議院議員の秘書を経て、1980年に衆議院議員に旧福岡3区から初当選（当選同期に久間章生・森田一・川崎二郎・平沼赳夫・高村正彦・柿沢弘治など）。以来、小選挙区制での福岡7区を含めて連続10回当選。野中広務とは派閥は違うが師弟関係にある（衆院選初当選は古賀の方が約3年早い）。
建設政務次官、自民党建設部会長、衆議院建設委員長、自民党総務局長を経て1996年、第2次橋本内閣の運輸大臣として初入閣。
自民党では名門派閥の宏池会（鈴木善幸→宮澤喜一→加藤紘一派）に属し、当選同期の川崎二郎、1期上の白川勝彦と共に加藤紘一の側近とも見られていたが、2000年に起きた「加藤の乱」に際しては当時幹事長職にあった野中の意向に沿って反加藤として動き、加藤と決別して堀内派の結成に奔走。加藤の乱の後で、野中に禅譲される形で自民党幹事長に就任。
2001年以降の小泉純一郎政権下では道路公団民営化反対派の中核となるなど、野中、亀井静香らと並んで「抵抗勢力」側の代表的な政治家の一人とみなされるようになる。道路族の有力議員であり、道路特定財源の一般財源化に反対した。他方、小泉側も古賀に度々財務大臣や外務大臣などの重要閣僚での入閣を打診したと報じられ、古賀の取り込みに腐心していた時期もあった。
2005年の郵政国会では、亀井や綿貫民輔らと法案反対の動きを見せていたが、土壇場の衆議院本会議採決では採決直前に退席し、棄権。その後の第44回衆議院議員総選挙では弁明書を提出し公認候補として党内に残り当選するものの、影響力は低下した。
2005年12月には、道路族としての有力な権力基盤である道路調査会の会長ポストを石原伸晃に明け渡した。
2006年2月には、派内の反対派と妥協する形で丹羽雄哉と共に宏池会の共同代表となる。ただし、小泉首相の事実上の後継者である安倍晋三が後継総裁に有力視される中、派は丹羽や柳澤伯夫らも主導権を奪い合っているために派を一本化できておらず、実際、同年の自民党総裁選挙では、かつて側近として仕えた加藤の後継者である谷垣禎一、「士志の会」を結成するなど親しい関係にある麻生太郎ではなく、派の方針に従い安倍を支持した。同じ福岡県選出の衆議院議員である麻生との地元での対立の先鋭化は福岡6区の鳩山邦夫の後任選挙で古賀自ら発言した様に広く知られていた。
しかし、安倍が総裁に選ばれるや否や、「宏池会の理念と安倍の理念とは大きな溝がある」という旨の発言をし、距離を置いた。一方、安倍内閣成立の論功行賞で、丹羽が総務会長就任により派閥を離れると、機先を制して丹羽・古賀派の共同代表から単独会長に就任。マスコミも、これを機に呼称を古賀派へ改称した。当選同期の太田誠一をはじめ派内幹部の多くと若手に支持されているとみられ、自身の選挙対策委員長就任後も実権を握っている。
地元では党の福岡県支部連合会の会長として、党勢の維持・拡大に努めてきた。しかし、2006年から相次いで行われた福岡市と北九州市の市長選挙で、政府・与党推薦の候補が相次いで敗れたため、「幹事長が即辞めたのに自分が残るわけにはいかない」として、2007年2月、県連会長を辞任した。残任期間は原田義昭衆議院議員が務めた。
同年9月、安倍の辞任表明を受けて行われた2007年自由民主党総裁選挙では麻生太郎と町村派の福田康夫が立候補したが、古賀は「福田先生の方が政治信条が近いと思います」と福田支持をいち早く表明し、山崎派や谷垣派などと連携を行って、麻生包囲網で重要な役割を果たした。9月23日に総裁に就任した福田康夫から総務会長への就任を打診されたが、選挙の取り仕切りを希望したため、選挙対策委員長 への就任に決まった。党新役員記者会見では「党四役」という表現が使われ、古賀もその一員として記者会見に臨んでいる。なお、古賀は選挙対策委員長の就任理由について「自分が適任だと思ったから」と述べている。しかし、2008年9月に福田が辞意を表明し、2008年自由民主党総裁選挙で麻生が最有力候補と見なされると、古賀は麻生支持を表明。麻生執行部では選挙対策委員長に再任された。
国政選挙での党公認候補選定を左右する選挙対策委員長に就任したことによって、一部から裏幹事長と呼ばれるようになった。旧来は選挙に関する党の権限を総裁・幹事長のラインが有していたことが、選挙対策委員長が党三役と同格になったことから、幹事長から権限の一部を奪う形にならざるをえず、福田執行部では伊吹文明幹事長との権限争いが注目された。また、衆院選の自民党候補者調整に関して、新規コスタリカの導入での解決には慎重な姿勢を示し、自民党は大物民主党幹部と対決するいくつかの選挙区において行われていた自民党候補の比例上位に優遇措置の継続については「相手が強いから当選圏内を与えて候補者を公認するという手法が一つの知恵で行われてきたが、党勢を拡大するうえでプラスになるのか。戦わずして一歩引いている側面もあり、よく考える必要がある」と否定的な見解を示した。

### 2009年の各選挙
2009年7月12日投開票の東京都議会議員選挙では古賀が選挙対策委員長として実務を取り仕切ったが、各種世論調査でも民主党に対する自民党の劣勢は明らかで、同年内に行われる事が確定していた衆議院議員総選挙でも苦戦が予想された。古賀は人気の高い有識者などを対象とした立候補の打診作業を進めていたが、6月23日に宮崎県知事の東国原英夫へ立候補を要請した際、東国原から全国知事会が掲げた地方分権改革提言の「一言一句違わぬ実施」と、自らを自民党総裁候補として擁立する事を出馬条件として提示された。東国原がこれを明かすと、あいまいな返答をした古賀に対しても党内外からの批判が起こった。結局都議選では自民党は民主党に第1党の座を明け渡す大敗となり、東国原も自民党が知事会の提言を完全実施できないという回答を出した事を理由にして衆議院選挙への出馬を見送った。古賀は選挙敗北の責任を取って辞表を提出したが、麻生は古賀を慰留し、衆議院解散の翌日の7月22日に古賀の役職は選挙対策委員長から選挙対策本部長代理へ変更された。
この第45回衆議院議員総選挙では全国の各選挙区で自民党の苦戦が続いた。古賀の選出選挙区である福岡7区には、かつて古賀の秘書を7年間務め、総選挙の直前に八女市長を辞職した野田国義が民主党から出馬。古賀は比例九州ブロックでの重複立候補を辞退した上で、公明党からの全面的な選挙協力を得て、地元の支持者を対象にした小集会を多く重ね、徹底したドブ板選挙を展開。8月30日の投開票の結果、古賀は野田を破り、10回目の当選を果たした。野田も比例復活し、古賀は初めて小選挙区で対立候補の比例復活を許した。総選挙の惨敗を受け麻生総裁が辞任したのに伴い、古賀も選挙対策本部長代理を辞任した。
古賀は党の要職からは退いたが、宏池会の会長職にはとどまり、総選挙後の自民党総裁選挙で谷垣を支持し、その当選を支えた。しかし宏池会所属の小野寺五典が立候補を模索した末に河野太郎支持に回った。加えて、古賀の選挙対策委員長就任時には副委員長、その後の本部長代理への配置換え時には空席となった委員長の代理として選挙事務を取り仕切るなど古賀と行動を共にしながらも、安倍政権で総務大臣を務めて政策面で古賀との違いが大きかった菅義偉も宏池会を離脱して河野支持を表明する様に、宏池会は弱体化した。

### 2012年・政界引退
自民党の政権奪還の見通しが出てきた2012年9月には谷垣が総裁改選を迎えていたが、再選への意欲を示す谷垣に対して、宏池会会長の古賀は世代交代を主張し不支持を表明。谷垣は石原伸晃幹事長の出馬を理由に挙げて不出馬を表明するが、古賀らの対応に不服な旧谷垣派の議員らが宏池会を離脱し、中宏池会は事実上終了した。
2012年11月16日衆議院解散後、古賀は第46回衆議院議員総選挙には立候補しない意向を表明、翌日記者会見を開き正式に引退を発表。この中で自らの秘書・藤丸敏に地盤を引き継ぎたいとの意向も明らかにした。また、派閥会長の座は岸田文雄に譲り、自らは名誉会長に就任した。
その後も派閥内外に一定の影響力を保っていたものの、2020年9月末に名誉会長辞任の意向を会長の岸田文雄に伝えた。背景には岸田が立候補した2020年総裁選において、この頃古賀との確執が深まっていた麻生太郎が岸田に対し古賀との関係を清算するよう求めたが、岸田は応じることができなかった。麻生は岸田が古賀を会合に招いたことに反発し岸田を支援せず、総裁選で岸田は菅義偉に大差で敗れたため、派内でも岸田に対し古賀と距離を置くよう求める声が上がっていた。古賀は自身の辞任について「岸田政権を実現するためにリスクが大きくなったと思ったから辞める。マイナス面が大きい」と述べた。

## 政策・主張

### 靖国問題・A級戦犯分祀論議
2歳の時に父を戦地で失った戦没者遺族でおり、国会議員になった後は靖国神社総代を経験し、2002年からは日本遺族会会長として戦没者遺族の救済活動をしている。しかし、歴史認識や靖国神社問題が深刻化する中で、内閣総理大臣などの公式参拝実現を求め、戦没者遺族の多数が加入する日本遺族会の代表者としての立場と、内閣総理大臣の公式参拝には強く反対する中国とのパイプ役を野中から引き継いだ状況は必ずしも両立していない。2005年6月11日には「（靖国参拝には）近隣諸国への配慮が必要」などと発言し、後に批判が殺到すると「私見として述べた」などと釈明に追われ、これを機に靖国神社総代の職を辞任した。（1986年に中曽根康弘が中国共産党からの要求で靖国神社の公式参拝を取りやめたことに抗議して国家基本問題同志会が発足した際には代表幹事として会に参加しており、この時の言動と矛盾している。）
2005年10月17日に「秋季例大祭の初日に参拝していただくということは、全国の戦没者の遺族、また遺族会にとって、たいへん喜ばしい。遺族会として、8月15日の終戦の日の参拝にこだわっているわけではない」と述べた。
2007年10月6日、三重県津市で開かれた同県遺族会の会合で講演し、靖国神社へのA級戦犯合祀に関し、「首相の公式参拝だけで事足りるのか。天皇陛下を含め国民すべてがお参りできる、わだかまりのない施設を残すべきだ」と述べ、天皇の参拝実現も念頭に、A級戦犯分祀を含む論議を進めるべきだとの考えを表明した。しかし、これも国家基本問題同志会発足時には主張していなかったことである。
石原慎太郎とは天皇の靖国神社参拝を推進し、A級戦犯の合祀を批判している点で共通している。
2010年10月の秋季例大祭に際し、みんなで靖国神社に参拝する国会議員の会会長として、超党派の議員65人とともに靖国神社に参拝。尖閣諸島中国漁船衝突事件により日中関係が悪化している最中の参拝については、「まったく別問題」との認識を示し、「近隣諸国がどのような状況にあろうと、日本固有の精神文化の施設を国会議員が参拝せずして国の主権もなければ国家もない」と述べた。
東京裁判は戦勝国の報復裁判だとして批判的な立場を取る。ただし、国民を戦争に巻き込んだ事への当時の国家指導者の責任はあるとの考えを持つ。

### 中国との関係
古賀は親中派の一員として目され、上記の靖国問題などにも影響を与えているとされる。
2007年7月4日、中国の王毅大使と中国大使公邸で懇談し、協力を求めた。日中国交正常化35周年に合わせて日本と中国が進める「2万人交流」プロジェクトが今秋にも達成されるのに合わせ、双方で記念式典を開催することで一致したとされる。また、同年の参議院選挙後には森喜朗・二階俊博らと新たな日中友好議員連盟の結成を予定していると報じられたが、これは実現しなかった。この他、古賀は北京オリンピックを支援する議員の会で副会長を務めた（同役職は20人）。
また、2006年には、南京大虐殺記念館への訪問と献花を行った。

### 宏池会再結集構想
古賀絡みでたびたび噂されるものとして、大宏池会構想がある。これは、かつての宏池会の流れを汲む古賀派と谷垣派と麻生派が再結集するという構想である。また、麻生派を外した形で古賀派と谷垣派が再結集する中宏池会構想もある。小泉政権、安倍政権時代には、政権との距離で三派が一致せず、同じ派の内部でも差が大きかったため、構想は進展しなかったが、福田政権誕生に際して古賀は谷垣とともに福田を強く支持し、その結果おおむね二派の内部がまとまった。
2008年1月16日に古賀派・谷垣派が合流に正式合意、5月13日のパーティーで正式合流となった。合併後の宏池会は衆院50人、参院11人の計61人の議員が参加し、党内最大派閥である町村派（清和政策研究会、衆60・参26/計86）、第2派閥の津島派（平成研究会、衆47・参22/計69）に次ぐ第3派閥となった。合流に伴い旧古賀派から古賀が会長、太田誠一が会長代行に就任。谷垣派からは谷垣禎一がナンバー2ポストの代表世話人に、逢沢一郎が事務総長に就任した。多くのマスコミでは中宏池会を古賀派と称している。2009年の衆議院総選挙における自民党の大敗で宏池会所属の衆議院議員は25人に激減したが（その後の総裁選で菅義偉が退会し24人に）、清和政策研究会と平成研究会の当選者はそれを下回ったため、宏池会は衆議院で最多の自民党派閥となった。

### 道路族
有力な族議員として知られており、本人も「道路族と言われることは誇りである」と講演で語っている。
「道路族といわれることを誇りに思う。どんな非難を受けても結構だ。必要な道路は造り続けていきたい」（2008年1月26日、福岡県柳川市での講演）

「道路族が悪いかのように言われているが、全然違う。先人が国民の生命を守る社会資本整備をしてきた。『族』と呼ばれるいわれはない」（2008年7月3日、自民党本部、全国建設業協会との懇談）
道路特定財源の一般財源化後も道路整備への予算の重点配分を求めるなど、道路族としての活動が複数メディアで報道されている。
2008年5月11日には、道路特定財源を資金源とする道路運送経営研究会（道路特定財源の一般財源化に反対している）から献金を受けていると報道された。
これに対し、民主党などからは古賀の選挙区内で作られた有明海沿岸道路や朧大橋が非採算事業であり、古賀の名から「誠ロード」や「誠橋」と呼ばれ、古賀の政治的影響力を誇示するために作られたムダな公共事業であるという批判がなされている。

### 憲法改正について
憲法改正について、『9条は世界遺産。９条に自衛隊を明記する同党の改憲案についても、「書く必要がない」』 と述べている。
また、2013年には、しんぶん赤旗のインタビューに応じ、安倍晋三が進めようしている憲法96条改正に反対し、批判した。

### その他
- 選択的夫婦別姓制度に賛同する[20]。
- 漫画家の小林よしのりとは構造改革への反対などで意見が一致する部分があり、『わしズム』で対談を行ったことがある。
- 2021年9月、JNN「報道特集」のインタビューに応じ、安倍晋三・麻生太郎の名を挙げて「（新総裁となるに際して岸田が応援を受けたからといって）いつまでも彼らの言い分を聞いていかなきゃいけないっていうんであれば、僕は本末転倒だと思う」とコメントした。
- 2022年5月、JNN「報道特集」のインタビューに応じ、「ともかく力で平和が実現するということはありえない」、「予算を増やすとかそんな簡単なことで日本が世界の平和に貢献できる、そんな問題では僕はないと思います」とコメントした。

## 人物
- 喫煙者である[21]。2009年の政権構想会議において、司会の河野太郎から会議室内の禁煙を言い渡された際には顔をしかめる場面もあった[22]。

## 主な所属していた団体・議員連盟
- 日韓トンネル研究会（顧問）
- 北京オリンピックを支援する議員の会（副会長）
- トラック輸送振興議員連盟（会長）
- 天皇陛下御即位二十年奉祝国会議員連盟（常任幹事）
- 日韓議員連盟
- 例外的に夫婦の別姓を実現させる会

## 略歴
- 1940年8月5日 - 福岡県山門郡瀬高町（現みやま市）に生まれる。
- 1959年 - 福岡県立山門高等学校を卒業。
- 1965年 - 日本大学商学部商業学科を卒業[23]。
- 1979年 - 第35回衆議院議員総選挙に立候補し、次点。
- 1980年 - 第36回衆議院議員総選挙で初当選。宏池会に所属する。以後10回連続当選。
- 1984年 - 衆議院議事進行係に就任。
- 1987年 - 竹下内閣で建設政務次官に就任。
- 1990年 - 自民党建設部会長に就任。
- 1991年 - 衆議院建設委員長に就任。
- 1992年 - 自民党総務局長に就任。
- 1996年 - 第2次橋本内閣で運輸大臣 に就任し初入閣。
- 2000年 - 自由民主党で野中広務の後継指名で幹事長就任。
- 2001年 - 自由民主党で道路調査会長に就任。
- 2002年 - 日本遺族会会長に就任。
- 2005年 - 新日本プロレスIWGP実行委員会会長兼コミッショナーに就任。
- 2006年 - 宏池会会長に就任。
- 2007年 - 自民党選対委員長に就任。
- 2008年 - 日本大学理事に就任。(～2011年)
- 2009年 - 自民党選対委員長を辞任後、選対本部長代理に就任。同年総選挙で当選（10期目）後に同代理を辞任。
- 2011年 - 東日本大震災で九段会館において死傷者が出た事に関し、会館管理者「日本遺族会会長」として犠牲者遺族から業務上過失致死罪で告訴される[24]。その後、2013年になって警視庁は立件の見送りを判断した[25]。
- 2012年 - 政界を引退。

## 著書
- 『女性の声がみちをひらく』、ISBN 978-4895142335、中央公論事業出版、2004年10月
- 『平和国家という選択への敬意を』ー保守本流への信念をもって歩め 岩波書店 世界 2014年8月号 通巻859号

他に、古賀を題材にした大下英治による著作がある。